# 拓跋長樂
拓跋長樂（450年代—479年10月21日），一名真，魏文成帝拓跋濬次子，生母李夫人，北魏宗室、官员。

## 生平
皇兴四年（470年）五月，魏献文帝拓跋弘封弟弟拓跋长乐为建昌王，延兴五年十二月丙寅（476年1月17日）改封安乐王。拓跋长乐性格庄重，魏献文帝对他器重而爱护。承明元年六月戊寅（476年7月27日），征西大将军拓跋长乐出任太尉，十一月戊子（476年12月4日）外任定州刺史，加开府仪同三司。拓跋长乐在定州鞭打豪强，侮辱士族，许多行为不遵循法令，为人们所厌恶。百姓前往朝廷控告拓跋长乐的罪过，魏孝文帝元宏处罚杖打拓跋长乐三十下。拓跋长乐此后更加的贪婪暴虐，太和三年因为犯罪被征召回京城，之后与内行长乙肆虎图谋作乱，事情败露，九月己未（479年10月21日）被赐令在家中自杀，以王的礼节下葬，谥号厉。

## 家庭

### 子女
- 元詮，北魏平北将军、侍中、尚书左仆射、安乐武康王
- 晉寧公主，嫁北魏太子舍人崔夤

## 延伸阅读
[在维基数据编辑]
 《魏書/卷20》，出自魏收《魏书》
 《北史/卷019》，出自李延壽《北史》